# Die Männer
Die Männer ist ein US-amerikanisches Filmdrama von Fred Zinnemann aus dem Jahr 1950.

## Handlung
Während eines Einsatzes an einem unbestimmten Schauplatz des Zweiten Weltkrieges wird Ken Wilcheck, genannt „Bud“, ein junger Infanterieleutnant, der im Zivilleben Sportstudent ist, von einer Kugel in den Rücken getroffen. Für seine Tapferkeit wird er mit dem Silver Star ausgezeichnet, durch die Verletzung ist er jedoch querschnittgelähmt. Im Krankenhaus betreut ihn Dr. Brock, ein optimistischer, aber illusionsloser und geradliniger Mediziner, dessen Motto lautet: „Bitte, Gott, gib uns die Kraft, das Unmögliche zu tun – aber gib uns den Mut zu erkennen, was wirklich unmöglich ist.“ Bud war vor seinem Kriegseinsatz mit Elly Wilosek verlobt, hat nach seiner Verletzung die Verbindung jedoch abgebrochen, da er Zweifel an der Belastbarkeit von Ellys Zuneigung hat. Die junge Frau erweist sich freilich als nüchtern und zielstrebig, folgt ihm und bittet Dr. Brock, zwischen ihr und Bud zu vermitteln.
Bud weist Dr. Brocks Vermittlungsversuch zurück. Während die übrigen Patienten der Station sich auf dem Wege der Anpassung an ihre körperliche Behinderung befinden und einen kameradschaftlichen und trocken-humorigen Umgangston pflegen, ist Bud in tiefer Verstörung über sein körperliches Schicksal gefangen und lehnt jede Rückkehr zur Normalität ab. Zur „Therapie“ verlegt Dr. Brock ihn aus seinem Einzelzimmer in die Gruppenstation, wo er zunächst jeden Kontakt zu den Mitpatienten verweigert, dann jedoch in die Konfrontation gezwungen und sich darüber klar wird, dass auch andere Menschen Probleme haben.
Es kommt zu einer ersten Begegnung und Annäherung zwischen Bud und Elly, die Buds Sorge zu zerstreuen sucht, nur Mitleid führe sie in die Verbindung zurück. Bud findet dadurch die Kraft, mit der Rehabilitation zu beginnen, und beginnt Anteil am Schicksal der Mitpatienten zu nehmen. Seine Moral sinkt wieder, als nach einer unvorhergesehenen Komplikation sein Freund und Mitpatient Angel stirbt, und weiter, als sich seine Hoffnung, die Lähmung sei nicht vollständig, nicht bestätigt. Wenig hilfreich ist auch der Besuch von Bud und Elly in einem Lokal, in dem Bud sich von den anderen Gästen angestarrt fühlt. Als Elly geltend macht, dass sie auch ein eigennütziges Interesse daran hat, ihre Verbindung mit Bud zu legalisieren, stimmt er – immer noch halbherzig – einer Heirat zu.
Ellys Eltern setzen den Heiratsplänen ihrer Tochter zwar keinen Widerstand entgegen, missbilligen sie jedoch, da sie fürchten, dass Ellys Zuneigung der Belastung durch die Ehe einen behinderten Mann langfristig nicht standhalten werde. Dr. Brock kann auch keine Prognose über Buds Zeugungsfähigkeit liefern, was Elly letztlich jedoch nicht wichtig ist. Das Paar heiratet und bezieht das neue Heim, das Elly inzwischen eingerichtet hat. Noch am ersten Abend kommt es zum Streit, Elly ist hilflos über Buds fortbestehenden Zweifel an ihrer Partnerschaft – eine Hilflosigkeit, die Bud als Reue deutet, ihn geheiratet zu haben. Wütend und verzweifelt kehrt er ins Krankenhaus zurück und begeht in der Folgezeit mehrere Gewaltakte, die der Patientenrat mit dem Beschluss quittiert, ihn aus der Station auszuweisen. Auf einen Versöhnungsversuch von Elly geht Bud nicht ein.
Eine kathartische Wirkung hat erst ein intimes Gespräch mit Dr. Brock, der selbst vor vielen Jahren seine Ehefrau verloren hat, weil sie an Querschnittslähmung gestorben ist. Bud kehrt zu seiner Frau zurück und signalisiert – erstmals im Ton eines Flirts –, dass er mit ihr neu beginnen will.

## Produktion, Kinoauswertung und Auszeichnungen
Produzent des Films war Stanley Kramer, der seine Firma erst zwei Jahre zuvor gegründet hatte. Die Idee entstand, als Kramer seinen im Vorjahr produzierten Film Champion vor Patienten der Station, die später der Drehort wurde, zeigte. Die Männer war für Kramer die erste Zusammenarbeit mit Fred Zinnemann, der 1949 eine Oscarnominierung für seine Regie in dem Film The Search errungen hatte. Der berühmteste Film des Teams Kramer/Zinnemann sollte 1952 der Western Zwölf Uhr mittags werden. Story und Drehbuch für Die Männer stammten von Carl Foreman, der sich Kramer spätestens seit seiner Mitarbeit an dem Film Champion empfohlen hatte und der einige authentische Dialoge von Patienten einarbeitete. Als Kameramann wurde Robert De Grasse engagiert, der 1939 für seine Mitarbeit an Vivacious eine Oscarnominierung erlangt hatte.
Everett Sloane, der in der Rolle des Dr. Brock erschien, war dem eingeweihten Publikum aus zwei Filmen von Orson Welles – Citizen Kane und Die Lady von Shanghai – bekannt. Die 31-jährige Teresa Wright, die Buds Verlobte Elly spielte, war zuvor in Filmen wie Die kleinen Füchse (William Wyler, 1941), Im Schatten des Zweifels (Alfred Hitchcock, 1943) und Die besten Jahre unseres Lebens (William Wyler, 1946) weithin wahrnehmbar aufgetreten. Für ihre Mitwirkung in Mrs. Miniver (William Wyler, 1942) hatte sie sogar einen Oscar als beste Nebendarstellerin gewonnen. Für den Hauptdarsteller Marlon Brando, der in New York bereits als Bühnendarsteller Aufmerksamkeit erregt hatte, war dies die erste Filmrolle. Stilistisch bildeten die beiden Hauptdarsteller einen schroffen Kontrast: Während Brando ganz seinen eigenen – von syntaktisch unvollständigen Sätzen, Ausrufen, Grunzen und eruptiven Gesten geprägten – expressiven Stil entfaltete, blieb Wright bei ihrer klassischen Darstellungsweise, durch die die Figur geradezu altmodisch erschien.
Die Aufnahmen für den Film entstanden vom späten Oktober 1949 an im Birmingham Paraplegig Hospital in Van Nuys, einem Distrikt von Los Angeles, unter Mitwirkung vieler Patienten, die dem Film einen semi-dokumentarischen Charakter verliehen. Zur Vorbereitung seiner Rolle hat Brando zeitweilig unter den Bedingungen eines Querschnittgelähmten im Hospital gewohnt; Zinnemann gab ihm, wie es seinem Arbeitsstil als Regisseur entsprach, breiten Raum zur selbstständigen Interpretation der Rolle. Der Filmeditor war Harry W. Gerstad, der im Jahr zuvor Champion geschnitten und dafür einen Oscar erhalten hatte. Einer der besten seines Fachs war auch der Filmkomponist Dimitri Tiomkin, der 1950 bereits fünfmal für den Oscar nominiert worden war und später die Filmmusik z. B. für Zwölf Uhr mittags (1952) und Der alte Mann und das Meer (1958) schrieb.
Uraufgeführt wurde der Film am 20. Juli 1950 in New York City, zu einem außerordentlich ungünstigen Zeitpunkt, denn am 25. Juni hatte der Koreakrieg begonnen. Geschichten über Kriegsversehrte waren zu diesem Zeitpunkt beim Publikum nicht gefragt. Die Presse nahm den Film jedoch positiv auf. Carl Foreman erhielt 1951 eine Oscar-Nominierung in der Kategorie Bestes Originaldrehbuch und den Preis der Writers Guild of America. Marlon Brando wurde für seine darstellerische Leistung 1952 mit dem finnischen Jussi als bester ausländischer Darsteller ausgezeichnet.

## Kritiken
A fine and arresting film… Mr. Brando as the veteran… is so vividly real, dynamic and sensitive that his illusion is complete. His face, the whole rhythm of his body and especially the strange timbre of his voice, often broken and plaintive and boyisch, are articulate in every way. Out of stiff and frozen silences he can lash into a passionate rage with the fearful and flailing frenzy of a taut cable suddenly cut. Or he can show the poignant tenderness of a doctor with a child. (Bosley Crowther, New York Times, 21. Juli 1950, zitiert nach Manso, S. 287)
„Ein großartiger und fesselnder Film… Mr. Brando als Veteran… ist so lebensecht, dynamisch und sensibel, dass die Illusion der Figur vollständig ist. Sein Gesicht, der gesamte Rhythmus seines Körpers und besonders das fremde Timbre seiner Stimme, oft gebrochen und klagend und jungenhaft, sind in jeder Hinsicht ausdrucksvoll. Aus steifem und gefrorenem Schweigen kann er einen leidenschaftlichen Zorn herauspeitschen, der die beängstigende und wild eindreschende Raserei eines gespannten Kabels hat, das plötzlich gekappt wird. Oder er kann die ergreifende Zartheit zeigen, die ein Arzt für ein Kind hat.“
The picture introduces a new and fascinating personality in Marlon Brando… unquestionably destined for much attention in the future… The Men is indeed worth seeing for his higher values. (Los Angeles Times, 30. September 1950, zitiert nach Manso, S. 287)
„Der Film führt mit Marlon Brando eine faszinierende Persönlichkeit ein… zweifellos bestimmt für viel künftige Aufmerksamkeit. Die Männer ist in der Tat sehenswert aufgrund seiner höheren Werte.“